# Пистико
Пистико или Песко (на гръцки: Πιστικό, катаревуса: Πιστικόν, Пистикон, до 1927 година: Πισκό, Писко) е село в Република Гърция, в дем Гревена, област Западна Македония.

## География
Селото е разположено на 610 m надморска височина, на около 20 km източно от град Гревена, от лявата (североизточната) страна на река Бистрица (Алиакмонас).

## История

### В Османската империя
В края на XIX Песко е малко село в нахия Венци на Кожанската каза на Османската империя. Централната селска църква със старинни стенописи е „Успение Богородично“, построена в 1849 година по времето на митрополит Агапий Гревенски, както се разбира от надписа ѝ. На нейния храмов празник 15 август се провежда ежегоден селски събор. 
Според статистиката на Васил Кънчов („Македония. Етнография и статистика“) в 1900 година Пѣско (Пѣсково) е мюсюлманско село с 255 валахади (гръкоезични мюсюлмани).
На Етнографската карта на Битолския вилает на Картографския институт в София от 1901 година Песко (Песково) е чисто турско село в Кожанската каза на Серфидженския санджак с 51 къщи.
Според статистика на Серфидженския санджак на гръцкото консулство в Еласона от 1904 година в Пискон (Πισκόν), Гревенска каза, живеят 70 гърци елинофони християни.

### В Гърция
През Балканската война в 1912 година в селото влизат гръцки части и след Междусъюзническата в 1913 година Песко влиза в състава на Кралство Гърция.
През 20-те години мюсюлманите са изселени в Турция по силата на Лозанския договор и на тяхно място идват хора от съседните гръцки християнски села.
През 1927 година името на селото е сменено на Пистико.
Населението произвежда жито, тютюн и други земеделски култури, като частично се занимава и със скотовъдство.
| Година    | 1913 | 1920 | 1928 | 1940 | 1951 | 1961 | 1971 | 1981 | 1991 | 2001 | 2011 | 2021 |
| --------- | ---- | ---- | ---- | ---- | ---- | ---- | ---- | ---- | ---- | ---- | ---- | ---- |
| Население | 74   | 75   | 80   | 903  | 102  | 130  | 111  | 126  | 93   | 80   | 50   | 29   |